# Кабинет Людовита Одора
Кабинет Людовита Одора (словац. Vláda Ľudovíta Ódora) — правительство Словакии под председательством Людовита Одора, сформированное после отставки правительства под руководством Эдуарда Хегера. Назначено президентом Зузаной Чапутовой 15 мая 2023 года. Правительство является «техническим» («технократическим»), то есть создано из профессионалов, не представляющих политические партии, призвано стабилизировать ситуацию в условиях политического кризиса, разразившегося летом 2021 года на фоне пандемии COVID-19 2020—2023 годов, и обеспечить проведение досрочных парламентских выборов, назначенных на 30 сентября.

## Состав правительства
| Должность                                                                              | Министр                         |
| -------------------------------------------------------------------------------------- | ------------------------------- |
| Премьер-министр                                                                        | Людовит Одор                    |
| Вице-премьер по плану восстановления и устойчивости и использования европейских фондов | Ливия Вашакова                  |
| Министр экономики                                                                      | Петер Довгун                    |
| Министр финансов                                                                       | Михал Хорват                    |
| Министр транспорта                                                                     | Павол Ланчарич                  |
| Министр сельского хозяйства и развития сельских районов                                | Йозеф Биреш                     |
| Министр инвестиций, регионального развития и информатизации                            | Петер Балик                     |
| Министр внутренних дел                                                                 | Иван Шимко Людовит Одор (и. о.) |
| Министр обороны                                                                        | Мартин Скленар                  |
| Министр юстиции                                                                        | Яна Дубовцова                   |
| Министр иностранных и европейских дел                                                  | Мирослав Влаховский             |
| Министр труда, социальных дел и семьи                                                  | Соня Габорчакова                |
| Министр охраны окружающей среды                                                        | Милан Хренко                    |
| Министр образования, науки, исследований и спорта                                      | Даниэль Бутора                  |
| Министр культуры                                                                       | Сильвия Гронцова                |
| Министр здравоохранения                                                                | Михал Палкович                  |

### Комментарии
1. ↑  19 июля 2023 года был уволен Зузаной Чапутовой с должности.[5]